# Arje Simon
Arje Simon (ur. 1913; zm. 2002) – izraelski dowódca wojskowy w stopniu majora (Rav Seren), oficer dyplomowany Sił Obronnych Izraela, nauczyciel i pedagog.

## Młodość
Simon urodził się w Moguncji, wówczas w Cesarstwie Niemieckim. Odebrał tradycyjne wykształcenie żydowskie, a następnie studiował języki klasyczne oraz filozofię na Uniwersytecie w Heidelbergu, Uniwersytecie we Fryburgu i Uniwersytecie Bazylejskim. Był członkiem młodzieżowego ruchu syjonistycznego.
W 1935 wyemigrował do Mandatu Palestyny, gdzie ukończył seminarium nauczycielskie w Bet ha-Kerem w Jerozolimie. W 1937 na zaproszenie dr Siegfrieda Lehmana dołączył do grona pedagogicznego we wsi młodzieżowej Ben Szemen.

## Służba wojskowa
Podczas II wojny światowej, w 1940 wstąpił do Brygady Żydowskiej. Pełnił funkcję oficera wywiadu batalionu i pod koniec wojny prowadził działalność wśród ocalonych z Holocaustu. Po powrocie do Palestyny wstąpił do żydowskiej organizacji paramilitarnej Hagana. W 1947 został awansowany do Sztabu Generalnego na stanowisko specjalnego asystenta wywiadu. Tworzył podstawy izraelskich służb wywiadowczych. W 1949 był członkiem izraelskiej delegacji negocjującej Porozumienia z Rodos. Po wojnie wystąpił z armii.

## Kariera zawodowa
W 1952 przeprowadził się do Beer Szewy, gdzie został dyrektorem edukacji w urzędzie miejskim. Następnie awansował na komisarza rejonowego południa w Ministerstwie Edukacji. Tworzył infrastrukturę systemu edukacji na południu kraju. W 1964 powrócił do Ben Szemen, gdzie objął stanowisko dyrektora do szkoły. W 1975 otrzymał Nagrodę Izraela za całokształt działalności w edukacji.
W 1978 przeszedł na emeryturę i przeprowadził się do Tel Awiwu, gdzie zmarł.